# Hawke's Bay (Terre-Neuve-et-Labrador)
Hawke's Bay est une municipalité située à l'ouest de l'Île de Terre-Neuve, dans la province de Terre-Neuve-et-Labrador, au Canada.

## Municipalités limitrophes